# Coccophagus clavatus
Coccophagus clavatus är en stekelart som beskrevs av Husain och Agarwal 1982. Coccophagus clavatus ingår i släktet Coccophagus och familjen växtlussteklar. Inga underarter finns listade i Catalogue of Life.